# چارلی شین
چارلی شین (به انگلیسی: Charlie Sheen) (زاده ۳ سپتامبر ۱۹۶۵) بازیگر آمریکایی است.
او در سال ۲۰۱۵ اعلام کرد مبتلا به اچ‌آی‌وی است و این موضوع را از سال ۲۰۱۱ می‌دانسته ولی به مدت ۴ سال آن را پنهان کرده‌است. پزشک معالج او گفته‌است که این هنرپیشه سالم است و با وجود اینکه ویروس اچ آی وی در بدنش وجود دارد، به بیماری ایدز مبتلا نشده‌است. وی سال‌هاست که با مشکل مصرف مواد مخدر و نوشیدنی الکلی دست و پنجه نرم می‌کند.

## خانواده
- رامون استوز (برادر)
- امیلیو استوس (برادر)
- رینی استوس (خواهر)

## گزیدهٔ نقش‌آفرینی‌ها
- زمین‌های لم‌یزرع (۱۹۷۳)
- اینک آخرالزمان (۱۹۷۹)
- خرس خاکستری ۲ (۱۹۸۳)
- سپیده‌دم سرخ (۱۹۸۴)
- سکوت قلب (۱۹۸۴)
- پسران همسایه (۱۹۸۵)
- جوخه (۱۹۸۶)
- مرخصی فریس بولر (۱۹۸۶)
- خرد (۱۹۸۶)
- لوکاس (۱۹۸۶)
- شبح (۱۹۸۶)
- وال‌استریت (۱۹۸۷)
- سرزمین هیچ‌کس (۱۹۸۷)
- اسلحه‌های جوان (۱۹۸۸)
- هشت مرد بیرونی (۱۹۸۸)
- لیگ اصلی (۱۹۸۹)
- یگان ویژه (۱۹۹۰)
- تازه‌وارد (۱۹۹۰)
- کوه شجاعت (۱۹۹۰)
- مردان در محل کار (۱۹۹۰)
- بازآیند (۱۹۹۱)
- زبر و زرنگ‌ها! (۱۹۹۱)
- اسلحه پر ۱ (۱۹۹۳)
- زبر و زرنگ‌ها! قسمت دوم (۱۹۹۳)
- فراتر از قانون (۱۹۹۳)
- سه تفنگدار (۱۹۹۳)
- زبر و زرنگ‌ها! قسمت دوم (۱۹۹۳)
- سقوط مرگبار (۱۹۹۳)
- ترمینال سرعت (۱۹۹۴)
- تعقیب (۱۹۹۴)
- لیگ برتر ۲ (۱۹۹۴)
- همه سگ‌ها به بهشت می‌روند ۲ (۱۹۹۶)
- ورود (۱۹۹۶)
- توطئه سایه (۱۹۹۷)
- روز بد در بلوک (۱۹۹۷)
- حرف پول (۱۹۹۷)
- کالبدگشایی (۱۹۹۸)
- بدون اصول اخلاقی (۱۹۹۸)
- پول آزاد (۱۹۹۸)
- جان مالکوویچ بودن (۱۹۹۹)
- پنج آس (۱۹۹۹)
- رده ایکس (۲۰۰۰)
- نصیحت مفید (۲۰۰۱)
- ساخت برت مایکل (۲۰۰۲)
- فیلم ترسناک ۳ (۲۰۰۳)
- جهش بزرگ (۲۰۰۴)
- پالی شور مرده‌است (۲۰۰۴)
- قلب‌های تقصیرکار (۲۰۰۵)
- فیلم ترسناک ۴ (۲۰۰۶)
- وال استریت: پول هرگز نمی‌خوابد (۲۰۱۰)
- موعد مقرر (۲۰۱۰)
- حفاظت از شاهد مدیا (۲۰۱۲)
- او مرا می‌خواهد (۲۰۱۲)
- نگاهی به درون ذهن چارلز سوان سوم (۲۰۱۲)
- فیلم ترسناک ۵ (۲۰۱۳)
- ماچته می‌کشد (۲۰۱۳)
- فیلم ترسناک ۵ (۲۰۱۳)
- خانواده‌های دیوانه (۲۰۱۷)
- ۹/۱۱ (۲۰۱۷)

## تلویزیون
- داستان‌های شگفت‌انگیز (۱۹۸۶)
- دوستان (۱۹۹۶)
- پخش زنده شنبه شب (۲۰۰۱)
- دو مرد و نصفی (۲۰۱۱–۲۰۰۳)
- سی‌اس‌آی (۲۰۰۸)
- مرد خانواده (۲۰۱۰)
- مدیریت خشم (۲۰۱۴–۲۰۱۲)